# Sébastien Lemire
Pour les articles homonymes, voir Lemire.
Sébastien Lemire, né en 1984 en Abitibi, est un spécialiste en relations publiques, administrateur et homme politique canadien. Il est depuis 2019 député à la Chambre des communes de la circonscription d'Abitibi—Témiscamingue sous la bannière du Bloc québécois.

## Biographie
Né en 1984 en Abitibi, Sébastien Lemire étudie à l'Université de Sherbrooke, au Collège des administrateurs de sociétés et à l'École nationale d'administration publique (ENAP). Il est, par la suite, responsable des communications des élus de l'arrondissement Mercier–Hochelaga-Maisonneuve à Montréal, responsable des communications et agent syndical pour l'Union des producteurs agricoles de la région Abitibi-Témiscamingue et coordonnateur du Forum jeunesse de l'Abitibi-Témiscamingue. Il est membre du conseil d'administration de la Régie des rentes du Québec de 2013 à 2015.

### Carrière politique
En mai 2019, Sébastien Lemire est choisi candidat du Bloc québécois pour l'élection fédérale de l'automne suivant dans la circonscription d'Abitibi—Témiscamingue. Le 21 octobre, il est élu avec plus de 45 % des voix. En novembre 2019, il est désigné porte-parole de son parti pour le développement économique régional. De plus, le 18 février 2020, il est élu vice-président du Comité permanent de l'industrie, des sciences et de la technologie de la Chambre des communes.
Il est réélu lors des élections de 2021.

### Vie privée
Sébastien Lemire est né en Abitibi. Il est père de famille. Son père, Guy Lemire, mort en 2010, était secrétaire général de l'Université du Québec en Abitibi-Témiscamingue et une personnalité fortement impliquée dans le développement de sa région,.

### Controverse
Sébastien Lemire est à l'origine d'une controverse entourant le député William Amos.
Le 15 avril 2021, William Amos revient de faire de la course à pied. Il décide de se changer dans son bureau. Il ignore que sa webcam est allumée pendant une séance virtuelle de la Chambre des communes. Ses collègues l'aperçoivent nu. Un député prend une capture d'écran de l'évènement et la partage publiquement sur Internet. La photo fait le tour du monde.
Sébastien Lemire admettra quelques semaines plus tard avoir pris la photo. Il présentera ses excuses officielles à William Amos tout en disant ignorer comment la photo a abouti sur Internet.

### Autres implications
En fin d'année 2023, le député Lemire s'est grandement impliqué dans la relance du Forum jeunesse régional d'Abitibi-Témiscamingue par un soutien financier et une implication dans la reconstruction organisationnelle du groupe.

### Distinctions
- 2012 : lauréat national, Prix Fondation Desjardins – Engagement bénévole[2].